# 贝莱德·阿卜杜勒-萨拉姆
贝莱德·阿卜杜勒-萨拉姆（阿拉伯语：‎，Belaid Abdessalam，1928年7月20日—2020年6月27日）是一位阿爾及利亞政治家。在阿爾及利亞争取從法国独立期间，他是民族解放阵线（FLN）的民族主义领袖，并當任胡阿里·布迈丁政府的工业和能源部部长，被看成是阿尔及利亚工业化之父。
萨拉姆於1928年7月20日出生于阿尔及利亚东部塞提夫附近的小城Aïn El Kebira。1945年塞提夫发生骚乱后，他被法国当局判刑4年，入狱一年后遇赦获释。
1951年至1953年间，萨拉姆是法国大学生民族主义运动的活跃分子。阿尔及利亚武装起义爆发9个月之后，他加入了阿尔及利亚民族解放阵线。
1958年后，萨拉姆曾在阿尔及利亚共和国第一个临时（流亡）政府中负责文化事务。1962年，他在临时政府中担任经济事务的负责人。此后，萨拉姆成了阿尔及利亚国营碳氢化合物运输及销售公司首任经理。1965年至1977年间，出任工业和能源部长。
从1992年7月8日到1993年8月21日阿卜杜勒-萨拉姆担任阿尔及利亚总理，在他的任期内，阿尔及利亚政府加强了与伊斯兰反对派的冲突，最终导致他辞职。